# Історія палива в Китаї
Паливо — горючі речовини, що при спалюванні здатні виробляти теплову енергію. В Китаї паливо знали ще з найдавніших часів. Найбільш поширеними видами були кам'яне вугілля, нафта та природний газ.

## Кам'яне вугілля
Кам'яне вугілля зараз позначається ієрогліфом «мей», та за старих часів його називали по-різному. «Ши-тань» — бачимо в одних джерелах (буквально «ши» — камінь, «тань» — вугілля), «у цзинь ши» («вороння руда») або «хей дань» («чорний камінь») — читаємо в інших; його називали також «ши-мо» — «кам'яна туш» та «графіт» (оскільки стародавні китайці користувалися їм для письма). Існує думка, що сучасне назва кам'яного вугілля — «мей» — не що інше, як видозмінене «мо» («туш»).
Можливість використання кам'яного вугілля в якості палива була відкрита китайцями ще в епоху Хань. У «Географічному описі» з «Літопису династії Хань» говориться: «Камені, знайдені в області Юйчжанцзюнь, можуть слугувати паливом». Юйчжанцзюнь знаходиться в околицях Наньчана в нинішній провінції Цзянси. Добувався там горючий камінь і кам'яне вугілля. До кінця Східної династії Хань кам'яне вугілля було вже загальнопоширеним видом палива. У Цао Цао були навіть запаси цього вугілля, що обчислювалися сотнями тисяч цзиней. Промислове використання кам'яного вугілля почалося в епоху династій Вей і Цзінь (з III століття), коли воно застосовувалось вже в залізоробній справі. Кам'яне вугілля змінило деревне в залізоплавильних печах, і це стало однією з найістотніших причин прогресу металургії заліза в стародавньому та середньовічному Китаї. З Центрального Китаю залізоробне ремесло, а разом з ним і промислове застосування кам'яного вугілля поширилися на захід країни, а незабаром в плавильні печі завантажувати кам'яне вугілля стали і сіньцзянські майстри.
«У двохстах лі на північ від Цюйці (нинішній повіт Кучар в Сіньцзяні), — читаємо в розділі „Річкові води“ канону „Про води“, — є гора. Над нею вогняне зарево вночі і клуби диму днем. Люди беруть кам'яне вугілля з цієї гори і плавлять його вогнем залізну руду з цієї гори. І так у всіх 36 повітах».
Ще більш широке застосування кам'яне вугілля отримало після епохи Південних і Північних династій. Воно став звичайним видом палива в побуті. Жителі столиці сунського Китаю (міста Кайфена), наприклад, опалювали свої житла майже виключно кам'яним вугіллям. У сунську епоху кам'яновугільні копальні починають переходити в казну, уряд організовує торгівлю вугіллям.

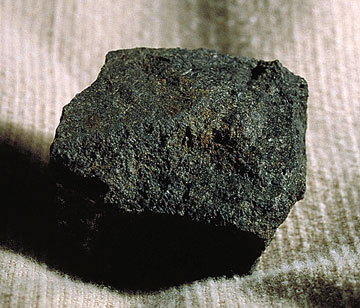
Кам'яне вугілля

Як висококалорійне паливо, ефективне та економічне, кам'яне вугілля починає застосовуватися з XI століття в керамічному виробництві. У юаньську епоху на вугілля перейшли і мідеплавильні печі.
Використання в якості палива кам'яного вугілля в значній мірі стимулювало розвиток металургії і керамічного виробництва в Китаї, воно також забезпечувало населення дешевим і зручним паливом для побутових потреб.
Італієць Марко Поло, який відвідав Китай в юаньську епоху, вперше познайомився тут з використанням вугілля. У своєму щоденнику він писав, зокрема, про те, що в Китаї повсюдно спалюють в якості палива «чорний камінь», що видобувається в горах, що він, цей «чорний камінь», дає більше спеки, ніж звичайні дрова, і що, якщо запалити цей камінь ввечері, то він горить ще на ранок наступного дня і що він, як паливо, дешевше дров.
Початок промислового використання вугілля в плавильному виробництві європейських країн відноситься лише до XVI століття.

## Нафта
Приблизно в ті ж часи в Китаї познайомилися і з корисними властивостями нафти.
У Ханьську епоху були відкриті знамениті нафтові родовища в північній Шеньсі і в повіті Юймень провінції Ганьсу. У тому ж географічному описі з літопису династії Хань ми знаходимо запис, повідомляючий, що в повіті Гаонусянь (нинішній район Янча в північній Шеньсі) виявлена горюча вода. Прорваний нафтоносний шар вийшов у водойму, і, так як нафта легша за воду, то вона плавала на її поверхні. Її збирали прямо з човна, зачерпуючи з поверхні води. В «Історії Другої Ханьської династії» також є запис, що повідомляє, що на півдні від Яньшоу, в області Цзюцюаньцзюнь (на південному сході Юйменя провінції Ганьсу), є ключ, що викидає воду, жирну, як масло, і палаючу яскравим полум'ям. Але в їжу це масло не годиться. А називають його навколишні жителі «кам'яним лаком». Крім «кам'яного лаку», нафта в давнину мала також назву «жирна вода», «чадне масло» — «менхою», «мінеральне масло».
У Мінську епоху нафту використовували вже не тільки для освітлення, але і в якості мастильного матеріалу, в шкіряному ремеслі, в медицині при лікуванні ряду шкірних захворювань.
В «Історико-географічному описі області та повіту Юаньхецзюнь» («Юаньхецзюнь сянь чжи») танського автора Лі Цзі-пу про нафтоносні поля повіту Юймень йдеться, що одного разу Цзюцюань був оточений і атакований тюркськими племенами, але обложені спалили облогові знаряддя тюрків, обливши їх гарячою нафтою, відбили напад, і ворог, знявши облогу, біг від стін міста. В епоху Сун за допомогою нафти, вміло використавши те, що палаючу нафту не згасити водою, запалювали плавучі засоби і військові кораблі супротивника. (Нафту, розлиту по поверхні моря, підпалювали і в період Другої світової війни, влаштовуючи вогневі загородження на шляху військових кораблів.)
Шень Гуа, відомий сунський автор, спробував приготувати туш з кіптяви, що осіла з густого чорного диму від яньчаньської нафти, і що досвід перевершив всі очікування: туш вийшла блискуча, як лак, і перевершує за своїми якостями туш, виготовлену з сажі соснових порід. Від Шень Гуа увійшло в ужиток і саме слово «ши-ю» («кам'яне масло»), що позначає нафту, якій він, між іншим, пророкував велике майбутнє.

## Природний газ
Сіль в приморських провінціях Китаю випарюють з морської води. У Сичуані і в інших місцях, де така можливість виключена, ще з епохи Чжаньго добували кам'яну сіль у вигляді розчину (розсолу). У штоках і шарах кам'яної солі серед осадових порід солевари натрапили на природний газ, який часто пробивався в соляні колодязі. Цей природний газ давав при горінні високу температуру. Люди називали в старовину колодязі, що давали природний газ, «вогняними».
Про сичуанські «вогняні колодязі» ми знаходимо записи, зроблені в епоху династії Хань. Джерела повідомляють, що в Ліньцюне (нинішній район Цюнсю в провінції Сичуань) є «Вогняний колодязь» глибиною в 23 чжанів (73,6 метра). Цей же колодязь згадується в зв'язку з відвідуванням його Чжуге Ляном в епоху Троєцарства. Легенда розповідає, до речі, що після цих відвідин вогонь спалахнув яскравіше колишнього. Але це вже з любові до Чжуге Ляну, напевно, так говориться.
Солевари використовували цей природний газ для випарювання солі. Про це згадував ще Чжан Хуа, що жив в епоху Західної Цзінь, і поет Цзо Си. При розкопках поховань ханьської епохи під містом Ченду були знайдені кахлі з малюнками, які показують видобуток кам'яної солі. На цих кахлях можна побачити колодязь (шахту); на дерев'яній станині змонтований канатний блок, який використовується як вантажопідйомний механізм. За допомогою бадді соляний розсіл витягувався, очевидно, з колодязя і по бамбуковій трубі переходив в чани, примазані до печі.
Дуже можливо, що в такій печі, яку ми бачили на цих кахлях, потрапляючи сюди по трубах, дійсно горів світильний газ. Судячи за наявними записами, можна припустити, що саме так в цих колодязях сіль і випарювалася. Існують записи, що свідчать, що до «пальнику», якщо можна так висловитися стосовно тих далеких часів, природний газ подавався від джерела по бамбуковому трубопроводу.
«Вогняним колодязям» в Китаї 2 тисячі років. Знамениті газові колодязі Цзилю, відкриті в Сичуані ще в циньский епоху (XVII століття), до сих пір подають горючий газ на місцеві солеварні промисли.

## Цікаві факти

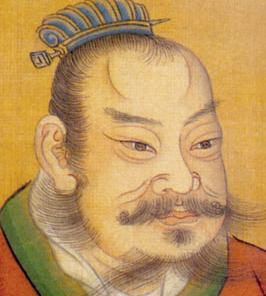
Су Ши

- Будучи посадовою особою в Сюйчжоу, відомий письменник Су Ши в 1078 році організував пошукову партію з розвідки вугільних покладів в своєму районі для потреб залізоробного ремесла. Ця експедиція була увічнена їм у відомих віршах «Похід за кам'яним вугіллям» («Ши-тан син»).

- У фармакопеї Лі Шичженя автор пише про прийоми надання першої допомоги при отруєнні світильним газом.

- В Європі світильний газ почав вперше застосовуватися в Англії в 1668 році.